# 陈刚 (1965年)
陈刚（1965年4月—），中华人民共和国政治人物，籍贯江苏省高邮市。曾在扬州师范学院化学系、哈尔滨工业大学应用化学系、北京大学无机化学专业就读，理学博士。曾任中共北京市委常委，中共贵州省委常委、贵阳市委书记，中共河北省委副书记、雄安新区党工委书记、管委会主任，中华全国总工会党组书记、副主席、书记处第一书记及中共青海省委书记等职务。现任中共广西壮族自治区党委书记、广西壮族自治区人大常委会主任，是中共第十九届中央候补委员、第二十届中央委员。

## 生平

### 早年经历
1980年9月至1984年9月，在扬州师范学院（今扬州大学）化学系学习。1984年9月至1987年9月，在哈尔滨工业大学应用化学系高分子材料专业攻读硕士研究生。1986年12月加入中国共产党。1987年9月至1990年8月，在北京大学化学系无机化学专业攻读博士研究生。

### 北京市
1990年8月参加工作，任北京玻璃研究所晶体室工程师、副主任。1994年5月，任北京玻璃研究所副所长。
1994年7月，任北京一轻集团有限责任公司副总经理兼北京玻璃研究院副院长。 
2000年7月，任北京市外经贸委副主任。
2002年3月，任中国贸促会北京市分会党组书记、主任。
2003年1月，任中共朝阳区委副书记、副区长、代区长（2004年1月当选区长）。
2006年10月，任中共朝阳区委书记。
2012年7月，升任中共北京市委常委。

### 贵州省
2013年7月，出任中共贵州省委常委、贵阳市委书记。任贵阳市委书记期间，陈刚成功推动了大数据产业在贵阳的发展。

### 河北省（雄安新区）
2017年5月，任中共河北省委常委，省政府党组副书记，雄安新区临时党委书记。2017年6月，任中共河北省委常委，省政府党组副书记，雄安新区党工委书记、管委会主任。7月，被任命为河北省人民政府副省长。同年10月，在中共十九大上当选中央候补委员。2018年2月，当选为第十三届全国人大代表。2020年10月，任中共河北省委副书记。同年11月，不再担任河北省副省长。

### 全国总工会
2018年10月，中华全国总工会第十七届执行委员会召开第一次全体会议，选举全总十七届执委会主席、副主席和主席团委员，陈刚当选为全总主席团委员。2020年12月，任中华全国总工会党组书记。2021年2月，当选为全国总工会副主席、书记处第一书记，明确为正部长级。

### 青海省
2023年1月，任中共青海省委书记，成为当时中国最年轻的省级党委一把手。。2023年1月，当选青海省人民代表大会常务委员会主任。

### 广西壮族自治区
2024年12月，任中共广西壮族自治区党委书记，不再担任中共青海省委书记职务。2025年1月，当选广西壮族自治区人大常委会主任。